# تشيا
تشيا(بالإسبانية: Chía) هي مدينة وبلدية تقع في إدارة كونديناماركا، شمال العاصمة بوغوتا، في وسط كولومبيا، تُعتبر ثاني أكبر مدينة في الإدارة من حيث عدد السكان، بعد سواتشا، تُعد من المدن المتصلة حضريًا ببوغوتا، وتشهد نموًا سكانيًا وعمرانيًا سريعًا ضمن نطاق العاصمة الكبرى، تتميز بمستوى معيشة مرتفع نسبيًا، مما يجعلها وجهة سكنية مفضلة للطبقة الوسطى والعليا العاملة في بوغوتا.

يعود اسم المدينة إلى لغة المويسكا، ويعني "القمر"، نظرًا لأهميتها الروحية لدى الشعوب الأصلية قبل الاستعمار الإسباني، تضم تشيا مزيجًا من المناطق السكنية الحديثة والمناطق الزراعية التقليدية، وتشتهر بوجود مؤسسات تعليمية خاصة ومرافق سياحية.
يعتمد اقتصاد تشيا على الخدمات، التعليم، والزراعة الحضرية، مع تركيز متزايد على قطاع التجارة والأنشطة الثقافية.